# Кристианстад (лен)
Лен Кристианстад (швед. Kristianstads län) — лен Швеции, существовавший с 1719 по 1996 год.
Был объединён с леном Мальмёхус, которые образовали вместе новый лен Сконе. Административным центром являлся город Кристианстад.

## География

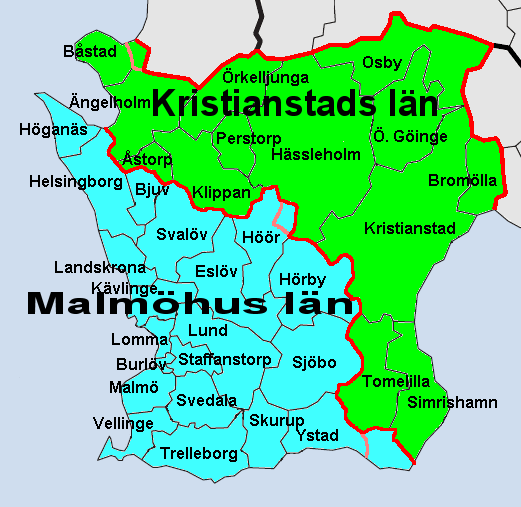
Лен Кристианстад в пределах провинции Сконе

## Список губернаторов
- Самуэль фон Хюльтеен (1719—1738)
- Нильс Сильвершёльд (1739—1745)
- Кристиан Барнеков[дат.] (1745—1761)
- Карл Аксель Хуго Гамильтон (1761—1763)
- Рейнхольд Иоганн фон Линген (1763—1772)
- Аксель Лёвен[нем.] (1773—1776)
- Габриель Эрик Спарре (1776—1786)
- Карл Адам Врангель (1786—1803)
- Эрик фон Нолькен (1803—1811)
- Аксель Делагарди (1811—1838)
- Георг Людвиг фон Розен (1838—1851)
- Кнут Аксель Поссе (1852—1856)
- Эмиль фон Тройль (1856—1859)
- Аксель Людвиг Раппе (1860—1866)
- Аксель Тролле-Вахтмейстер (1866—1883)
- Магнус Габриель Делагарди (1883—1905)
- Герхард де Гер (1905—1923)
- Юхан Нильссон[швед.] (1923—1938)
- Alvar Elis Rodhe (1938—1947)
- Пер Вестлинг (1947—1963)
- Бенгт Петри (1964—1979)
- Леннарт Сандгрен (1979—1984)
- Эйнар Ларссон (1985—1989)
- Анита Брокенъельм (1990—1996)
- Ханс Блум (1996)